# ۱۰٬۰۰۰ ساعت
«۱۰٬۰۰۰ ساعت» (انگلیسی: 10,000 Hours) ترانه‌ای است که توسط گروه دونفره موسیقی کانتری آمریکایی دن + شی و خواننده کانادایی جاستین بیبر ضبط شده‌است. این ترانه به عنوان تک آهنگ آغازین از چهارمین آلبوم استودیویی آینده دن + شی در ۴ اکتبر ۲۰۱۹ منتشر شد. ترانه چهار روز پس از ازدواج بیبر و هایلی بالدوین در ۳۰ سپتامبر در کارولینای جنوبی پخش شد. این اثر توسط دن اسمیرز، جولیان پرتا و بیبر نوشته شده‌است و صرفاً توسط اسمیرز تهیه شده‌است.
این ترانه در شماره چهار در ۱۰۰ آهنگ داغ بیلبورد ایالات متحده به نمایش درآمد. همچنین با دستیابی به رتبه نهم «کروز» از فلوریدا جورجیا لاین، در جدول پخش ترانه‌های جریانی بیلبورد و به بالاترین رده‌بندی در جدول ترانه‌های غیر تعطیل در کشور تبدیل شد.

## ترکیب بندی
این ترانه در کلید مجموعه سی بمل ماژور با سرعت از ۸۸–۹۲ ضربه در دقیقه ساخته شده‌است. بیلبورد این ترانه را «مید-تمپو» توصیف کرد.

## ترویج
در تاریخ ۲۹ سپتامبر، دن + شی در شبکه‌های اجتماعی شروع به تبلیغ ترانه و خبر انتشار در ۴ اکتبر کرد. آنها و همچنین جاستین بیبر در ۲ اکتبر همکاری را فاش کردند.

## عملکرد تجاری
«۱۰٬۰۰۰ ساعت» در رتبه چهارم ۱۰۰ آهنگ داغ بیلبورد ایالات متحده آمریکا ظاهر شد که اولین ترانه کانتری است که از سال ۲۰۱۲ در میان ده ترانه برتر ظاهر می‌شود. این همچنین اولین از ده ترانه محبوب برتر جدول دن + شی در ایالات متحده و شانزدهمین ترانه بیبر است. در جدول کانتری ایرپلی، این هفتمین رتبه یک و اولین رتبه یک بیبر است. در اولین هفته ردیابی کامل خود، ۳۳٫۳ میلیون استریم داشت و با شماره ۳ به بالاترین نمودار ترانه غیر تعطیلات کشور در تاریخ جدول پخش استریم تبدیل شد. همچنین در هفته اول ۵۳۰۰۰ بار فروش داشته‌است و ترانه رتبه یک در فهرست ترانه‌های هات کانتری بود. در هفته دوم ۱۷۰۰۰ نسخه دیگر فروخت. این به مدت ۲۱ هفته در جدول آهنگ‌های هات کانتری رتبه یک بود، چهارمین دوره طولانی سلطنت در تاریخ نمودار. در ۱۰ دسامبر ۲۰۱۹ توسط انجمن صنعت ضبط موسیقی ایالات متحده آمریکا گواهی‌نامه طلا و در ۱۶ ژانویه ۲۰۲۰ یک گواهی پلاتین برای فروش یک میلیون واحد دریافت کرد. ترانه تا مارس ۲۰۲۰ در ایالات متحده ۲۵۶٬۰۰۰ نسخه فروخته‌است.

## نسخه پیانو
در تاریخ ۲۷ نوامبر ۲۰۱۹، یک نسخه پیانو از این قطعه وارد شد که به عنوان نسخه عروسی خوانده می‌شد. دن + شی و جاستین بیبر قطعاتی را در این ترانه عوض کردند اما متن آنها یکسان است.

## اعتبارات و پرسنل
اعتبارات اقتباس شده از تیدال.
- دن + شی – آواز، ترانه‌نویس، تهیه‌کننده، گیتار آکوستیک، گیتار الکتریک، پروگرمر، مهندس ضبط، سینثایزر
- دن + شی – آواز، ترانه‌نویس
- پو بیر – ترانه‌نویس
- جوردن رینولدز – ترانه‌نویس، گیتار آکوستیک، بیس، گیتار آلکترو، پیانو، پروگرمر، سینثایزر
- جسی جو دیلون – ترانه‌نویس
- ابی اسمیرز – آواز پس‌زمینه
- برایان ساتن – گیتار آکوستیک، گیتار تشدید کننده
- جف بالدینگ – مهندسی
- جاش گودوین – مهندسی اضافی، تهیه‌کننده آواز
- جاش دیتی – مهندسی اضافی
- اندرو مندلسون – مسترز
- جف جولینو – میکسر

## جایزه‌ها و نامزدی‌ها
| سال  | سازمان                   | جایزه                           | نتیجه     | منا.   |
| ---- | ------------------------ | ------------------------------- | --------- | ------ |
| ۲۰۲۰ | رادیو آی‌هارت ۲۰۲۰        | بهترین متن                      | برنده     | [ ۱۴ ] |
| ۲۰۲۰ | جوایز موسیقی آمریکا ۲۰۲۰ | همکاری سال                      | برنده     | [ ۱۵ ] |
| ۲۰۲۰ | جوایز موسیقی آمریکا ۲۰۲۰ | ترانه برگزیده کانتری            | برنده     | [ ۱۵ ] |
| ۲۰۲۱ | مراسم گرمی ۲۰۲۱          | بهترین اجرای دونفره/گروه کانتری | در انتظار | [ ۱۶ ] |

## گواهی‌نامه‌ها
| منطقه                                                                      | گواهی     | واحد گواهی‌شده/فروش  |
| -------------------------------------------------------------------------- | --------- | ------------------- |
| استرالیا (آی‌اف‌پی‌آی استرالیا)                                               | ۲× پلاتین | ۱۴۰٬۰۰۰             |
| برزیل (پرو موزیکا برزیل)                                                   | طلا       | ۲۰٬۰۰۰              |
| کانادا (میوزیک کانادا)                                                     | ۳× پلاتین | ۲۴۰٬۰۰۰             |
| نیوزیلند (آرآی‌ای‌ان‌زد)                                                      | طلا       | ۱۵٬۰۰۰              |
| نروژ (آی‌اف‌پی‌آی نروژ)                                                       | طلا       | ۳۰٬۰۰۰              |
| بریتانیا (بی‌پی‌آی)                                                          | نقره      | ۲۰۰٬۰۰۰             |
| ایالات متحده (آرآی‌ای‌ای)                                                    | ۳× پلاتین | ۳٬۰۰۰٬۰۰۰ / ۲۵۶٬۰۰۰ |
| * رقم فروش تنها بر پایهٔ گواهی‌ها. · رقم فروش+پخش جاری تنها بر پایهٔ گواهی‌ها. |           |                     |

## تاریخچه انتشار
| کشور         | تاریخ         | قالب بندی                | ناشر        | منا.   |
| ------------ | ------------- | ------------------------ | ----------- | ------ |
| مختلف        | ۴ اکتبر ۲۰۱۹  | دانلود دیجیتال استریمینگ | وارنر نشویل | [ ۱۳ ] |
| ایالات متحده | ۲۱ اکتبر ۲۰۱۹ | داغ بزرگسال معاصر        | وارنر نشویل | [ ۲۴ ] |
| ایالات متحده | ۲۲ اکتبر ۲۰۱۹ | رادیو محبوب معاصر        | وارنر نشویل | [ ۲۵ ] |